# SOTI
SOTI (acronim de la "Societatea pentru Organizarea unei Televiziuni Independente") a fost primul post independent de televiziune din România și din Europa de Est. În baza Sentinței nr. 2011/24.08.1990 s-a constituit Societatea Română pentru Înființarea unei Companii Naționale de Televiziune Independentă „SOTI”. A început să emită la inițiativa lui Răzvan Huzuneanu pe 9 decembrie 1991 ca alternativă la postul public TVR. A fost un proiect finanțat prin International Media Fund, o asociație de donatori internaționali cu sediul la Washington. Emisia se făcea pe canalul 2, după ora 23 când înceta emisia canalului TVR 2.
În cadrul acestui post s-au lansat mai multe vedete, printre care Andreea Esca, Lucian Mîndruță, Andreea Berecleanu sau Răzvan Dumitrescu.. A fost un post incomod pentru regimul Iliescu
Din 22 iulie 1994 a emis în partaj cu postul Antena 1 care a primit licență pentru a emite pe canalul 57, iar din luna august s-a văzut obligat să-și înceteze emisia. Prin Decizia 96/09.11.1994 de retragere a licenței de emisie începând cu data de 30 noiembrie 1994 se oficializează încetarea activității acestui post de televiziune.